# Strainchamps
Strainchamps (Sauerfeld en Luxembourgeois) est un village de la commune belge de Fauvillers situé en Région wallonne dans la province de Luxembourg.

## Géographie
Village de Haute-Ardenne, Strainchamps se trouve à quatre kilomètres au nord-est du village de Fauvillers. Il s’étend d’ouest en est sur un kilomètre sur le flanc d’une colline, à une altitude variant de 385 mètres à 515 mètres. La Sûre, un affluent de la Moselle, le borde à l’ouest et au sud-ouest, alors que la frontière luxembourgeoise se trouve à sept kilomètres à l’est. La Strange s’y jette dans la Sûre. Il existe quelques moulins dans ces deux vallées. Le village est entouré au nord par les collines de Burnon et de Tissoval, à l'est par celles de Hiercha et du Gellet, au sud par celle de la Haubelle et à l'ouest par celle de Hotte.

## Étymologie
L’étymologie du nom est très variée et remonte vraisemblablement jusqu’à l’époque romaine.

## Histoire
Le village, qui existe sans doute depuis l'ère romaine, a été occupé par les seigneurs de Sorfeld (Strainchamps), famille noble dont le plus ancien représentant est Arnold de Sorfeld, gentilhomme à la cour du roi de Bohême Jean l'Aveugle. La seigneurie est encore présente jusqu'en 1538, quand Strainchamps fut rattachée à la prévôté de Bastogne.
La période faste fut celle du régime autrichien.
Au cours de la Seconde Guerre mondiale, le 10 mai 1940, jour du déclenchement de la campagne des 18 jours, les Allemands de la 2e Panzerdivision cherchent à s'emparer du village dans l'après-midi mais ils se heurtent à la défense des éléments de la 5e compagnie du 1er régiment de Chasseurs ardennais s'appuyant sur des fortins et un blindé léger T-13. Les chars, l'infanterie et l'artillerie allemande finissent par pousser les défenseurs à se replier vers 17 h 30, après près de quatre heures de résistance.
À la fusion des communes de 1977, Strainchamps passe de la commune de Hollange à celle de Fauvillers.

## Démographie
La population de Strainchamps est d’environ 125 habitants depuis plus d’un siècle.

## Économie
Il existe au village une étude notariale depuis 1856. De grosses exploitations agricoles, se trouvant parmi les plus importantes d'Ardenne, élèvent des bovins, des ovins et des volailles, et font aussi de l’agriculture biologique.
Les autres activités du village sont également l'activité pépiniériste, chauffagiste ou encore l'exploitation forestière. Le village étant de plus en plus associé de fait avec le zoning industriel de Malmaison situé le long de la route nationale 4.
Le village est composé de plus en plus de travailleurs frontaliers du Grand-Duché de Luxembourg, la frontière avec ce dernier n'étant qu'à sept kilomètres. Plusieurs maisons ont été transformées en appartements. Un hôtel-restaurant gastronomique, un centre de bien-être et des gîtes ruraux sont également présents.
Le village est animé par un comité des fêtes dynamique, organisant principalement le grand-feu et la kermesse du village qui se tient habituellement le troisième week-end d'octobre. Le village est également bien décoré lors de la période de Noël.

## Patrimoine
Le château de Strainchamps est constitué d'un ensemble de bâtiments construits en plusieurs étapes : 1701 pour la grange, 1861 pour le corps de logis actuel et 1905 pour la tour. Avant sa transformation en hôtel, il était la résidence d'une des dynasties de notaires constituant, à l'époque, la grande bourgeoisie des villages ardennais. Le château est actuellement un hôtel haut de gamme et restaurant étoilé.
L’église Saint-Pierre, de style néo-classique, date de 1844. Les autels et leurs statues polychromes remontent au XVIIe siècle. Le vieux presbytère situé en contrebas possède des jardins en terrasses et des murs en pierres de schiste typiques de la commune de Fauvillers.
De nombreux bâtiments datent de la deuxième moitié du XVIIIe siècle. La Strange alimente le vieux moulin qui date de Marie-Thérèse d'Autriche et qui est actuellement un centre d'accueil pour jeunes. À côté de celui-ci existait une tannerie datant de la même époque, qui n’est plus en activité depuis les années 1920.
Au bas du village, il y avait une gare vicinale où s'arrêtait le tram reliant Arlon et Bastogne.